# Jefferson (football, 1994)
Pour les articles homonymes, voir Jefferson.
Jefferson Nogueira Júnior, dit Jefferson, né le 22 janvier 1994 à Campinas (Brésil), est un footballeur brésilien. Il évolue au poste de milieu de terrain.

## Biographie
Avec le club de Figueirense, il joue 40 matchs en Serie A brésilienne, marquant un but, et dispute une rencontre en Copa Sudamericana.

## Palmarès
- Figueirense FC
  - Vainqueur du Campeonato Catarinense en 2014 et 2015